# Smygvinkel

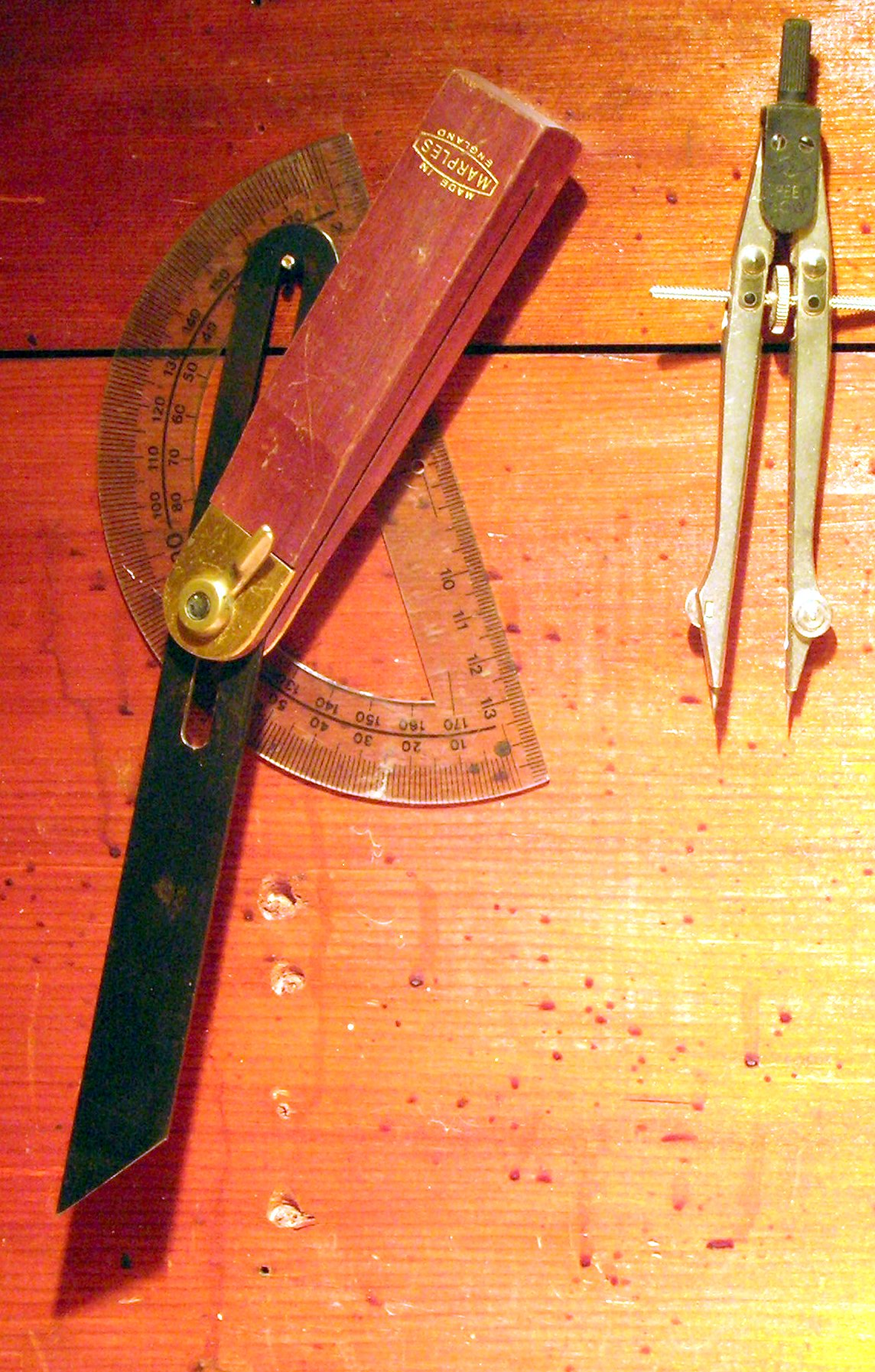
Smygvinkel

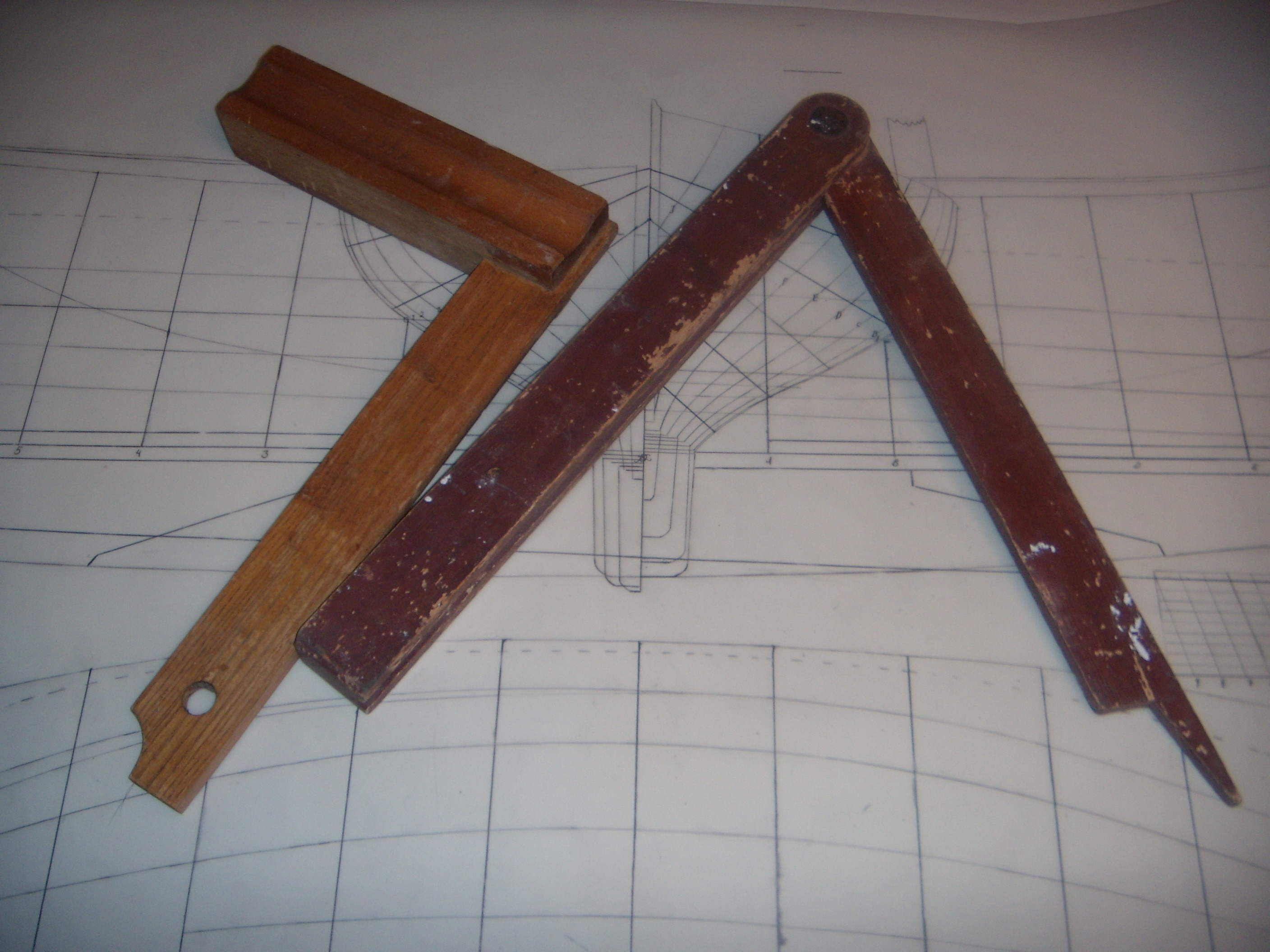
Äldre anslagsvinkel och smygvinkel tillverkade i trä

Smygvinkel är ett ställbart verktyg för att bestämma en vinkel eller föra över vinklar från en ritning eller mellan olika arbetsstycken. Smygvinkeln kommer till användning i all möjligt snickeri för geringsvinklar eller sinkning samt arbeten där man överför vinklar från ett arbetsstycke till ett annat eller från en ritning till ett arbetsstycke.
Ordet "smygvinkel" finns belagt i svenska språket sedan 1879.